# Rudi Vervoort
Rudy Vervoort (Sint-Agatha-Berchem, 20 novembre 1958) è un politico belga di Bruxelles, membro del Partito Socialista. Dal 7 maggio 2013 è ministro presidente della Regione di Bruxelles-Capitale.

## Biografia

### Origine ed educazione
Rudi Vervoort è cresciuto a Evere, un comune nella Regione di Bruxelles-Capitale. Figlio di una madre francofona e di un padre olandese (sottufficiale dell'aviazione), parla francese e olandese.
Rudi Vervoort è un avvocato, laureato in giurisprudenza presso l'Université libre de Bruxelles, e vive a Evere.

### Carriera politica
Dal febbraio 1998 Vervoort è sindaco di Evere. In termini di politica di partito, è membro del Partito Socialista di lingua francese (PS) ed è stato vicepresidente dal 2012 al 2013. È inoltre membro del Parlamento della Regione di Bruxelles-Capitale dal 29 giugno 1999, nonché leader della fazione ("Presidente") del Gruppo PS. Dal 6 luglio 2004 è anche membro del Parlamento della Comunità francese.
Il 7 maggio 2013, Rudi Vervoort ha preso parte al giuramento d'ufficio del Ministro presidente della Regione di Bruxelles-Capitale come successore di Charles Picqué, che aveva ricoperto questo incarico per la prima volta nel 1989.

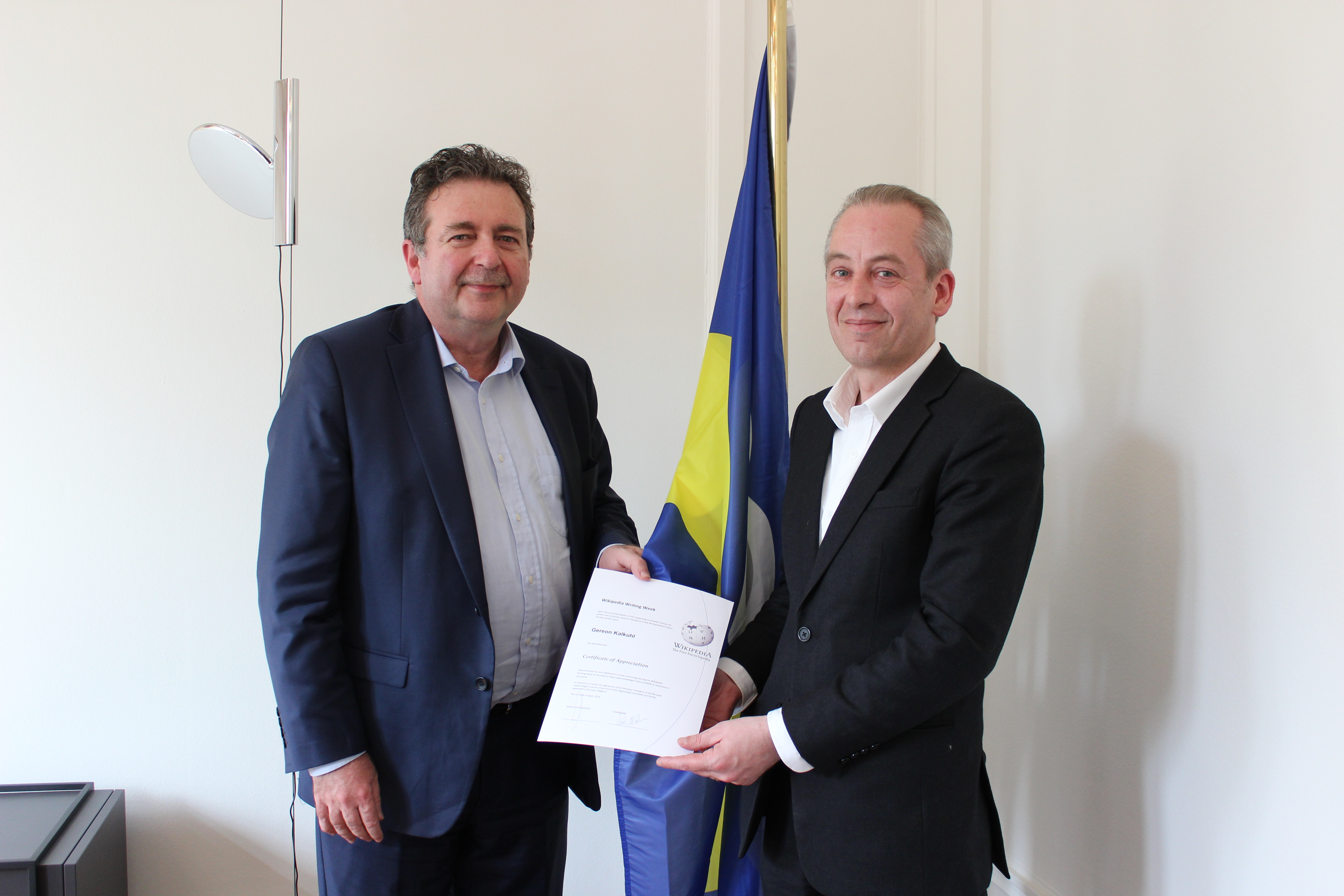
Gereon Kalkuhl riceve un certificato di apprezzamento firmato da Rudi Vervoort, Ministro presidente della Regione di Bruxelles-Capitale, dopo la Wikipedia Writing Week di Bruxelles - 21 aprile 2016.

Ciò è stato sorprendente nella misura in cui Vervoort aveva considerato la sua collega di partito Laurette Onkelinx come "candidata naturale per la successione di Picqué" nella discussione sulla successione di Picqué nel giugno 2011. Con il suo forte sostegno per Onkelinx, non ha lasciato dubbi sul fatto che gli altri due candidati Kir e Mayeur sarebbero stati fuori questione per lui. Ma lo stesso Picqué trovò Vervoort più adatto al delicato compito di primo ministro di Bruxelles, perché lo voleva come suo successore.
I titoli dei giornali fiamminghi riportano l'annuncio di Rudi Vervoort secondo cui in futuro ogni alunno che lasci la scuola a Bruxelles dovrebbe parlare almeno francese e olandese, le due lingue ufficiali della città. Ciò ha incontrato una risposta positiva nelle Fiandre, dal momento che la popolazione francofona è stata finora più indifferente a questo problema, e la carta e la realtà hanno da tempo cessato di essere d'accordo. Tuttavia, visti i cambiamenti negli ultimi anni e il fatto che molte famiglie di Bruxelles ora non parlano né francese né olandese, questa iniziativa del Ministro presidente ha anche lo scopo di rafforzare il senso di solidarietà del Belgio.
Tuttavia, Rudi Vervoort vede la sua iniziativa soprattutto sullo sfondo dell'alto livello di disoccupazione giovanile, che considera un compito prioritario. È convinto che molti altri valloni e cittadini francofoni di Bruxelles potrebbero trovare lavoro se potessero parlare entrambe le lingue nazionali, specialmente nella regione di Bruxelles. Ammette, tuttavia, che ci sono ancora grandi riserve sul versante francese, quindi qui c'è una tavola spessa da forare e non è probabile che ci si attendono risultati rapidi. Tuttavia, è fiducioso perché ha già notato i primi segni di cambiamento di cuore.